# Finola Hughes

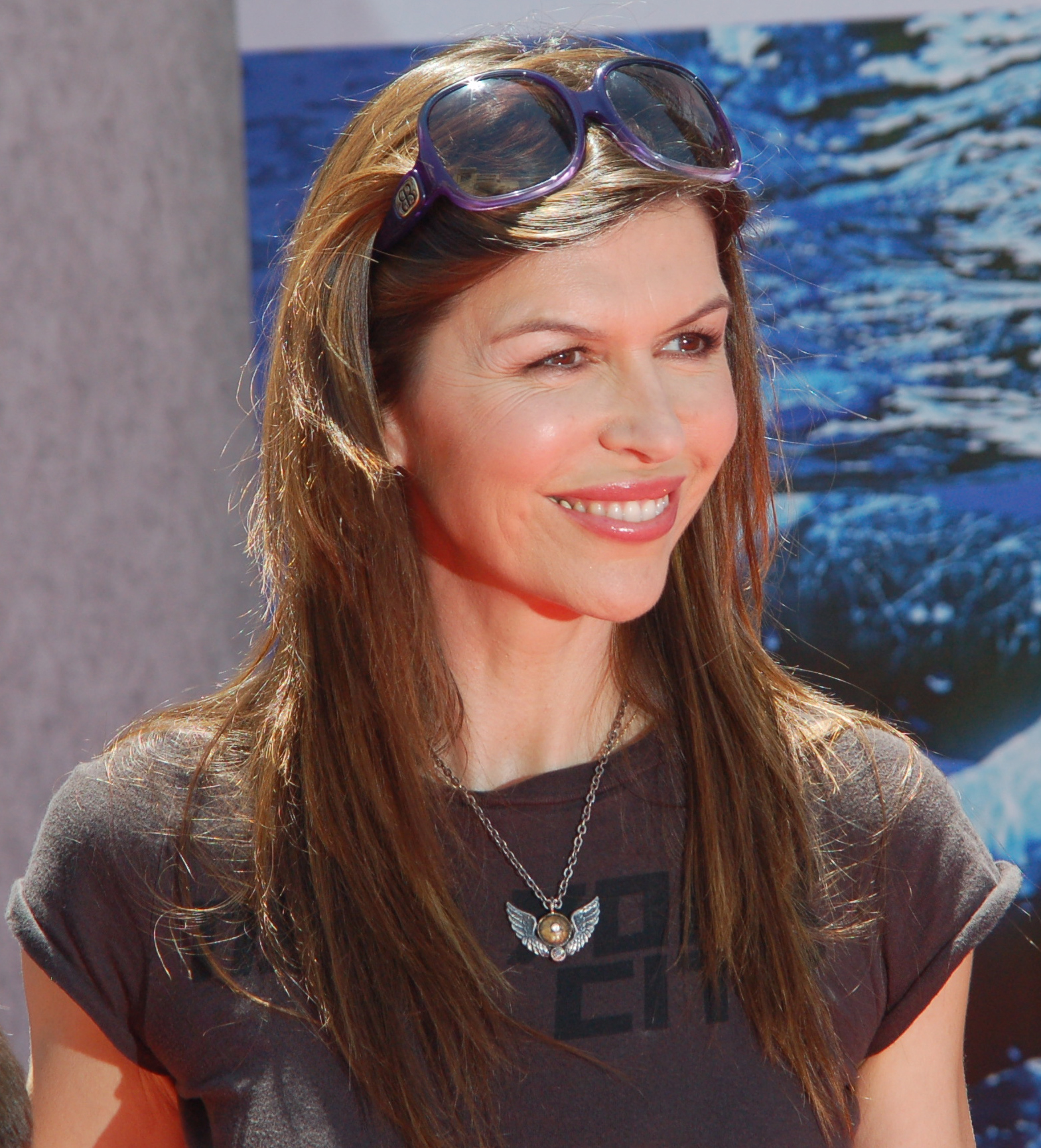
Finola Hughes (2009)

Finola Hughes (* 29. Oktober 1959 in Kensington, London) ist eine britische Schauspielerin.

## Leben und Karriere
Bekannt wurde Finola Hughes 1983, als sie an der Seite von John Travolta im Musical-Film Staying Alive die Rolle der Laura spielte. Später spielte sie in den Serien All My Children und General Hospital mit. Außerdem übernahm sie in einigen Gastauftritten die Rolle der Patricia „Patty“ Halliwell in Charmed – Zauberhafte Hexen. Im Actionfilm Tycus – Tod aus dem All aus dem Jahr 1998 spielte sie an der Seite von Peter Onorati und Dennis Hopper. Außerdem spielte sie in der Welturaufführung des Musicals Cats (1981 in London) die weiße Katze Victoria.
1992 heiratete Hughes den Künstler Russell Young, mit dem sie einen leiblichen Sohn und zwei adoptierte Kinder, einen Sohn und eine Tochter, hat.

## Filmografie (Auswahl)
- 1980: Star Rock (The Apple)
- 1983: Staying Alive
- 1985–1992, 2006–2008, seit 2012: General Hospital (Fernsehserie)
- 1987: Im Spiegel lauert der Tod (Haunted By Her Past)
- 1990: Braut in Schwarz (The Bride in Black)
- 1993: Zwei Asse im Schnee (Aspen Extreme)
- 1994: Tödliche Bilder (Dark Side of Genius)
- 1994–1995: Blossom (Fernsehserie)
- 1995: Tödlicher Betrug (Above Suspicion)
- 1996: Generation X
- 1996: Crying Child – Schreie aus dem Jenseits (Crying Child)
- 1997: Pacific Palisades
- 1997: Prison of Secrets
- 1998: Tycus – Tod aus dem All (Tycus)
- 1998: 12 Bucks
- 1998: Jekyll Island – Ohne Ausweg (Jekyll Island)
- 1999, 2001–2002, 2004, 2006: Charmed – Zauberhafte Hexen (Charmed, Fernsehserie, 9 Episoden)
- 1999–2003: All My Children (Fernsehserie)
- 2000: Intrepid – Kreuzfahrt ins Verderben (Intrepid)
- 2005–2007: How Do I Look?
- 2008: General Hospital: Night Shift (Fernsehserie)
- 2010: CSI: NY (Fernsehserie)
- 2010: Make It or Break It (Fernsehserie)
- 2010: Melissa & Joey (Fernsehserie)
- 2010: Disarmed
- 2011: Like Crazy
- 2011: Scooby-Doo! Legende des Phantosauriers (Stimme für Professor Svankmajer)
- 2014: Dance-Off
- 2014–2015: Granite Flats (Fernsehserie)

## Auszeichnungen
Im Laufe ihrer Karriere erhielt Hughes für ihre Rolle der Anna Devane Scorpio in General Hospital drei Fernsehpreise:
- Daytime Emmy 1991 als beste Hauptdarstellerin
- Soap Opera Digest Award:
  - 1989 für das beliebteste Paar (zusammen mit Ian Buchanan) und herausragende Heldin
  - 1990 als beste Hauptdarstellerin und 1991 als herausragende Heldin

Und für ihre Rolle in All My Children
- 2000 für das beste Comeback

Außerdem war sie für elf Film- und Fernsehpreise nominiert:
- Goldene Himbeere: 1984 als Schlechteste Newcomerin und schlechteste Nebendarstellerin in Staying Alive
- Daytime Emmy: 1990 als beste Hauptdarstellerin in General Hospital sowie 2000 und 2002 als beste Hauptdarstellerin in All my Children
- Soap Opera Digest Award für General Hospital:
  - 1986 als beste Hauptdarstellerin
  - 1988 als beliebtestes Paar (zusammen mit Ian Buchanan)
  - 1992 für die beste Hochzeit in einer Seifenoper (zusammen mit Tristan Rogers) und als beste Hauptdarstellerin[1]